# جيمس كورنيل
جيمس كورنيل (بالإنجليزية: James Cornell)‏ هو نقابي وسياسي أسترالي، ولد في 23 ديسمبر 1874 في أستراليا، وتوفي في 25 نوفمبر 1946 في أستراليا. حزبياً، نشط في حزب العمال الأسترالي ‏. وقد انتخب Member of the Western Australian Legislative Council ‏ عن دائرة South Province (Western Australia) ‏ (22 مايو 1912 – 25 نوفمبر 1946).